# Condensatul Bose-Einstein

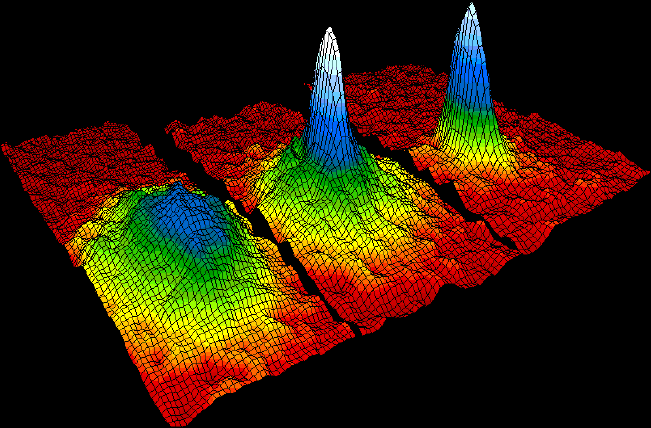
Date de distribuție a vitezei (3 vizualizări) pentru un gaz de atomi de rubidiu, care confirmă descoperirea unei noi faze a materiei, condensatul Bose-Einstein. Stânga: chiar înainte de apariția unui condensat Bose–Einstein. Centru: imediat după apariția condensatului. Dreapta: după o evaporare ulterioară, lăsând o probă de condensat aproape pur.

Condensatul Bose-Einstein este o stare de agregare a materiei (numită și cea de-a cincea stare a materiei), care se formează atunci când un gaz de bosoni la densități mici este răcit la temperaturi foarte apropiate de zero absolut (-273,15 °C). În astfel de condiții, o mare parte din bosoni ocupă cea mai mică stare cuantică, moment în care fenomenele cuantice microscopice, în special interferența funcției de undă, pot fi observate la scară macroscopică
Această stare a fost prezisă în 1924-1925 de Albert Einstein în urma unei lucrări scrise de fizicianul de origine indiană Satyendra Nath Bose, deși Bose a venit cu lucrarea de pionierat asupra noilor statistici.
La 5 iunie 1995, primul condensat gazos a fost produs de Eric Cornell și Carl Wieman la Universitatea din Colorado, la laboratorul Boulder NIST - JILA, într-un gaz de atomi de rubidiu răcit la 170 de nanokelvin (nK). La scurt timp după aceea, Wolfgang Ketterle la MIT a realizat un condensat Bose-Einstein într-un gaz de atomi de sodiu.
Pentru realizările lor, Cornell, Wieman și Ketterle au primit premiul Nobel pentru fizică în 2001.